# Joseph Oriel Eaton
Pour les articles homonymes, voir Eaton.
Joseph Oriel Eaton est un peintre américain né en 1829, principalement de portraits et de scènes de genre, peignant à l'huile et à l'aquarelle. Il est mort à Yonkers sur l'Hudson en 1875. Parmi ses œuvres exposées figurent :
- Paysage : vue sur l'Hudson, 1868
- Porteur d'eau grec, 1872
- Lady Godiva, 1874

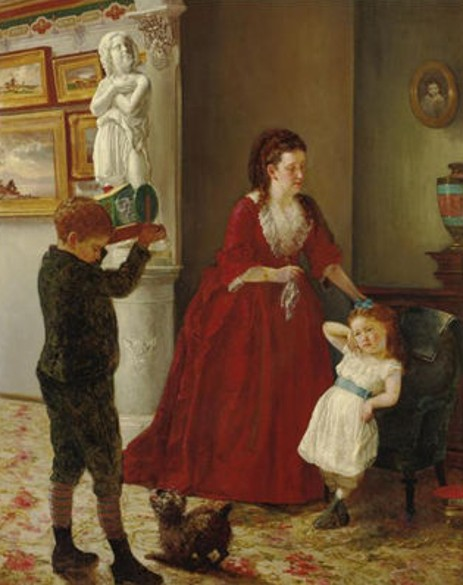
Mère et enfants dans un intérieur.

- Regard à travers le kaléidoscope, 1875
- Autoportrait, 1875 (Académie américaine de design).

Il fut élu à l'Académie américaine de design comme académicien associé en 1866.